# Borki (Augustów)
Borki – część miasta Augustów w województwie podlaskim.

## Współczesność
Borki położone są na północny zachód od centrum Augustowa. Od północy graniczą z jeziorem Necko oraz rzeką Netta. Na Borkach dominuje zabudowa jednorodzinna. Znajdują się też obiekty użyteczności publicznej oraz infrastruktura turystyczna. W ramach Borek wyróżniane są osiedla Borki I, Borki II, Borki III.
Na Borkach zlokalizowane jest Gimnazjum nr 2 im. Sybiraków oraz Przedszkole nr 2. Od 1968 funkcjonuje filia Miejskiej Biblioteki Publicznej. Od 1992 działa parafia rzymskokatolicka św. Jana Chrzciciela.
Infrastruktura turystyczna Borek jest rozwinięta. Nad Nettą znajduje się Ośrodek Żeglarski „Szekla”, zaś w lesie nad Neckiem ośrodki turystyczne BPIS, Cresovia, Laguna i Marina Borki. Dostępne są też do wynajęcia liczne kwatery prywatne.

## Historia
Dzielnica, ciągnąca się od rynku w stronę Necka, zaczęła powstawać w XVII w. poza obrębem właściwego miasta. Nazywana była ówcześnie Nowe Miasto. W czasach I Rzeczypospolitej była jednak słabo zagospodarowana. Nazwa Borki pojawiła się na początku XIX w. od nazwiska mieszkającego tam rakarza. W XIX w. zaczęła funkcjonować nazwa ul. Nowomiejska zamiast Nowe Miasto, wzmiankowana w 1828. Ul. Nadrzeczna wzmiankowana była w 1877. Łąka przy wypłynie Netty z Necka nosiła nazwę Bielnik, gdyż bielono na niej płótno, rozkładając je na słońcu. Zabudowa zaczęła rozwijać się po 1841. W dużej części były to niewielkie drewniane domy stawiane nielegalnie przez ubogą ludność. W latach 40. XX w. powstało Przedszkole nr 2 przy ul. Kopernika. W latach 1961–1999 przy ul. Nowomiejskiej funkcjonowała Szkoła Podstawowa nr 5. W 1999 w jej miejscu utworzono Gimnazjum nr 2.